# Alestrus
Alestrus is een geslacht van kevers uit de familie  
kniptorren (Elateridae).
Het geslacht is voor het eerst wetenschappelijk beschreven in 1942 door Méquignon.

## Soorten
Het geslacht omvat de volgende soort:
- Alestrus dolosus (Crotch, 1867)